# Csanytelek
Csanytelek je vas na Madžarskem, ki upravno spada pod podregijo Csongrádi Županije Csongrád.